# Scrophularia souliei
Scrophularia souliei är en flenörtsväxtart som beskrevs av Adrien René Franchet. Scrophularia souliei ingår i släktet flenörter, och familjen flenörtsväxter. Inga underarter finns listade i Catalogue of Life.